# Salamanca (Guanajuato)
Salamanca é um município do estado de Guanajuato, no México, era conhecida como (Xidoo ou Lugar de tepetate no idioma otomí). Foi fundada em 1 de janeiro de 1603 sob o nome de Villa de Salamanca pelo vice-rei Gaspar de Zúñiga y Acevedo, quinto Conde de Monterrey, um nativo de Salamanca na Espanha. A cidade foi fundada nas terras da região mexicana do Bajío, porque desde 1540 a 1550 começou a se estabelecer "salas" de gado em uma pequena fazenda de alguns espanhois, junto com pequeno grupo de índios Otomí que ocupavam uma vila com o nome de Xidoo, que significa "terra de tepetate".
A cantora e atriz mexicana Flor Silvestre nasceu e cresceu em Salamanca e é a pessoa mais famosa desta cidade. A jogadora mexicana Alice Soto também nasceu em Salamanca. 